# Велень (Секуєнь, Бакеу)
Велень, Велені (рум. Văleni) — село у повіті Бакеу в Румунії. Входить до складу комуни Секуєнь.
Село розташоване на відстані 262 км на північ від Бухареста, 17 км на північний схід від Бакеу, 64 км на південний захід від Ясс.

## Населення
За даними перепису населення 2002 року у селі проживали 57 осіб, усі — румуни. Усі жителі села рідною мовою назвали румунську.